# 上海市第一人民医院
上海市第一人民医院（上海交通大学医学院附属第一人民医院、上海市红十字医院），简称市一医院或第一人民医院，由上海申康医院发展中心领导。原址为天主教公济医院，创建于1864年，曾由上海公共租界工部局管理。现全院一共拥有两个院区——北院区位于虹口区武进路85号，南院区位于松江区新松江路650号。

## 历史

### 原公济医院
市一医院原址为公济医院，成立于1864年3月1日、由天主教江南代牧区创办。1863年，时任法国驻沪总领事委托天主教江南教会筹备，共筹得资金逾5万两，然后租用法租界外滩的科尔贝尔路（即今中山东二路22号新永安路口）转角处的楼房作为院舍。1864年3月1日正式开办，英文定名为“General Hospital”。当时共有大小病房17间，病床35张，只收治外籍病人，当时主要作为疗养医院的形式接收病患。
1877年，由于业务规模的扩大，原科尔贝尔路原址已无法满足需求，于是院方于苏州河北公共租界头坝渡（今乍浦路桥北堍）另新造医院，门牌为北苏州路190号，当时床位共计270张。1920年，公济医院在原规模上增建新的病房大楼，现在大楼依旧伫立在苏州河畔。
2015年被列为第五批上海市优秀历史建筑。

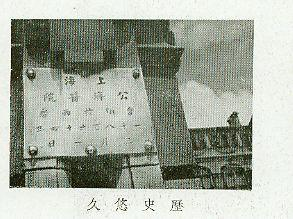
20世纪20、30年代上海公济医院门牌

在1930年代以前，公济医院的医生以及医护人员均由天主教会进行委派，所以当时的护理人员主要都是修女。护理人员日常除了看护病人以外外，还负责管理为医院服务的中国籍工人和一些日常医院事务。而维持医院日常运转的经费则通过公共租界工部局和法租界公董局以津贴的形式发放，并且医院董事会会根据当年财务状况进行募集资金。当时医院主要面向外籍病人服务，同时专门开设了50个免费床位为无国籍的外侨病人，因而成为了亚洲第一家免诊费的医院。当时，旅沪的外侨但凡患病大多到公济医院进行治疗，当时医院三等及免费病房经常为白俄羅斯人、葡萄牙人、菲律宾人、朝鲜人、印度人及有外籍的中国人所住满。
由于医生和病人都来自不同国家，讲各种语言，所以不同国籍的修女对医院日常运作有着极大地作用。当时医院特别为英国、美国、意大利等国的水手设立病房，商号、海关、巡捕房人员也享受同样待遇。另外医院还设有婴儿病房、男孩病房及女孩病房。
截至1935年9月，公济医院共有各类病床270张，日住院人数曾高达150人。门诊病人每日五、六人，施诊时期曾达八、九十人。但是与日渐增长的病患相比，医院的医务人员显得过于捉襟见肘，当时全院医务人员仅院长一人，驻院医师只有一至二人，修女30名，护士20名。
从1937年开始，公济医院开始录用上海震旦大学附设护士学校毕业的中国学生，负责助理看护，前后共聘请过中国护士12人，并由修女带领进行工作。

### 抗战至1949年
民国二十六年，淞沪会战爆发，当时香培儿医师（Dr. G. Charnbers）任公济医院院长。由于公济医院院址位于当时的公共租界北区，而北区已经不受工部局实际控制，等于全院属于战区的危险境地里。为了确保病患和医护人员的安全，香培儿院长与修女们在友人和医院工人的帮助下，将70余位重病患者及时转移，最后安排在爱文义路（今北京西路）上的雷士德研究所，并在该处暂住到翌年的1月。而其余医院职工同样为了躲避战火，都避入法租界。淞沪会战期间，公济医院大楼遭到日军两枚炸弹袭击，一枚击中手术室，另一枚击中修女宿舍，由于之前及时安排人员撤离，所幸并未造成伤亡。
在战争期间，公济医院仍旧照常收治病人，并且极力维持日常的医疗业务。1940 年，时任医院管理人员的贝吉斯（Mr J.C. Burgess）被日军认为“通敌”而被捕，其职位由日本人江藤义雄取代。数月后，公济医院被日军当局指定作为患病囚犯集中地，随后来自全市各地区集中营的病人，都被送到公济医治。当时，根据战时情况，公济医院实际上打破了只接受外籍病人的传统，并且中国病人可住入任何等级的病房，同时添设产妇间。
1945年8月15日，抗战胜利，全院上下一片欢腾。当天下午，不同国籍的人们齐集修女院中，高唱赞美诗，以此庆祝抗战的胜利。
抗战结束后，国民政府委派派曾任国民政府軍事委員會委員長侍從室医官的朱仰高来沪，于9月25日正式接管公济医院，与此同时公济医院成为市立医院。当时，由于战争的破坏，医院从软件和硬件等多方面遇到各种阻碍。幸得当时上海市卫生局进行接济，加上院长朱仰高利用私人关系借得贷款，才最终度过难关。同时，为了进一步扩大医院在沪上的知名度，朱仰高院长特地邀请沪上诸多知名医生作为公济医院的特约医师，仅提供医疗服务但并不领取分毫薪酬。
在朱仰高任院长期间，公济医院在上海乃至远东地区的各类医院中开创了诸多第一，同时公济医院的妇产科、门诊部亦在此时初创。
在诸多第一之中，最为后人所津津乐道的便是创立了“流动医院”。当时，为了照顾贫苦偏远的患者，公济医院通过筹措资金购买卡车，并经过相关改造，创建了一支流动医院车队。这一举措，是如今送医送药下乡活动的先河。1947年夏，“流动医院”首次赴大场镇出诊。在当时宣传条件落后的时代，首场送诊共吸引远近乡民来求诊者达100多人。此后最高记录曾经达到1100人。当时，该流动车队每星期出诊一次，每次共派出医务人员20余人，其中医师至少达15人。最后鼎盛时期，曾一度前往南京、杭州等地进行跨埠诊疗。
在全院的不懈努力下，截止到1948年9月，公济医院已成为远东规模较大的医院之一。医院共有床位500多张，住院病人最高纪录达472人，门诊病人最高纪录每日652人，正副院长、各级医师及实习医师共84人，修女50余人，护士及助产士75人。

### 1949年以后
1949年5月27日，中国人民解放军进驻上海市区，上海市军管会于6月3日进驻北苏州路190号，接管了上海市立公济医院。1953年1月1日，上海市立公济医院被改名为上海市第一人民医院。
1959年又租得北苏州路410号河滨大楼，1960年因当时第六人民医院搬迁，市一医院获得武进路85号院址，并将妇产科等部分科室移到武进路院区。1981年兼称上海市红十字医院。1996年，进行三区合并，第一人民医院全部迁入武进路85号院址。 2006年，第一人民医院在松江区建成新院。设有上海市红十字康复中心、附属眼科研究所。

## 医学成就
以视网膜剥离、透析和肾脏移植、异体手指移植、胰岛移植及中医治疗慢性萎缩性胃炎等特色而著称。

## 所获荣誉

### 全国先进集体
- 全国卫生系统文明建设先进集体（国家卫生部）1987年、1988年、1992年
- 1990年，全国红十字系统先进集体（中国红十字会）
- 1990年，全国先进财会工作集体（中国财政部）
- 1992年，全国卫生系统先进集体（国家人事部、卫生部）
- 1998年，全国百佳医院（国家卫生部等）
- 2000年，全国卫生系统文明建设先进集体（中国卫生部）
- 2001年，全国“青年文明号”集体（团中央）  眼科
- 2002年
  - 全国创建文明行业工作先进单位（中央精神文明建设指导委员会）
  - 全国“五四”红旗团委创建单位（团中央）
- 2006年，全国“三八”红旗集体（全国妇女联合会）   急诊护理组
- 2008年，全国“抗震救灾重建家园工人先锋号”（全国总工会）  医疗队